# The Ballet Girl
The Ballet Girl er en amerikansk stumfilm fra 1916.

## Medvirkende
- Alice Brady som Jenny Pearl.
- Holbrook Blinn som Zachary Trewehella.
- Robert Frazer som Fred Pearl.
- Julia Stuart som Mrs. Raeburn.
- Harry Danes som Charles Raeburn.